# Rio Brădeţel
O Rio Brădeţel é um rio da Romênia afluente do Rio Râşnoava, localizado no distrito de Braşov.